# Roberto "Tapatío" Méndez
Roberto "Tapatío" Méndez (Ciudad de México, 1911-1994) fue entrenador de fútbol americano de México. Innovó practicando jugadas que a la postre se volverían clásicas (como la T-abierta, la optativa y la defensiva 54) y creó una filosofía de juego inspiró a su equipo, Pumas de la UNAM. Sus métodos también influyeron a los demás entrenadores y se le considera fundador de la escuela de coucheo que sigue vigente en la mayoría de las escuadras de la Liga Mayor.  
El "Tapatío" Méndez forjó una leyenda luego de 20 años como entrenador en jefe, durante los cuales logró 9 títulos nacionales de Liga Mayor. En 1942 eligió el nombre representativo de los equipos atléticos de la UNAM: Pumas, ya que consideraba que eran animales inteligentes, rápidos, feroces y de carácter noble. Adicionalmente fue el primer entrenador de la Selección Nacional, promotor del Tazón de Plata, y visionario diseñador consejero de estadios. En el 2003, su nombre fue inscrito en la placa de la sección mexicana del Salón de la Fama del Fútbol Americano Profesional de EUA, en Canton, Ohio. 

## Primeros años
Roberto Méndez Ramírez nació el 28 de octubre de 1911 en Jiquilpan, Michoacán, México, en el seno de una familia numerosa y relativamente próspera. Estudió primaria en su pueblo natal y partió a Guadalajara a estudiar la carrera de medicina. En 1935 llegó a la Ciudad de México. Debido a que estudiaba en Guadalajara sus 10 hermanos le llamaban "el Tapatío" cuando regresaba de vacaciones a su casa paterna.

## Etapa de jugador
En 1935, recién llegado a la capital, y sin conocer el fútbol americano, fue invitado para enrolarse en la Horda Dorada de la UNAM, debido a que llamó la atención por sus dotes atléticas. Pasó las pruebas y entró bajo las órdenes del preparador estadounidense Charles B. Marr. Su capacidad como jugador lo llevó a ser nombrado en 1938 cocapitán del equipo y al año siguiente, en 1939, se retiró en calidad de capitán. En su etapa como jugador, obtuvo el pentacampeonato con el equipo de la UNAM.

## Etapa como entrenador

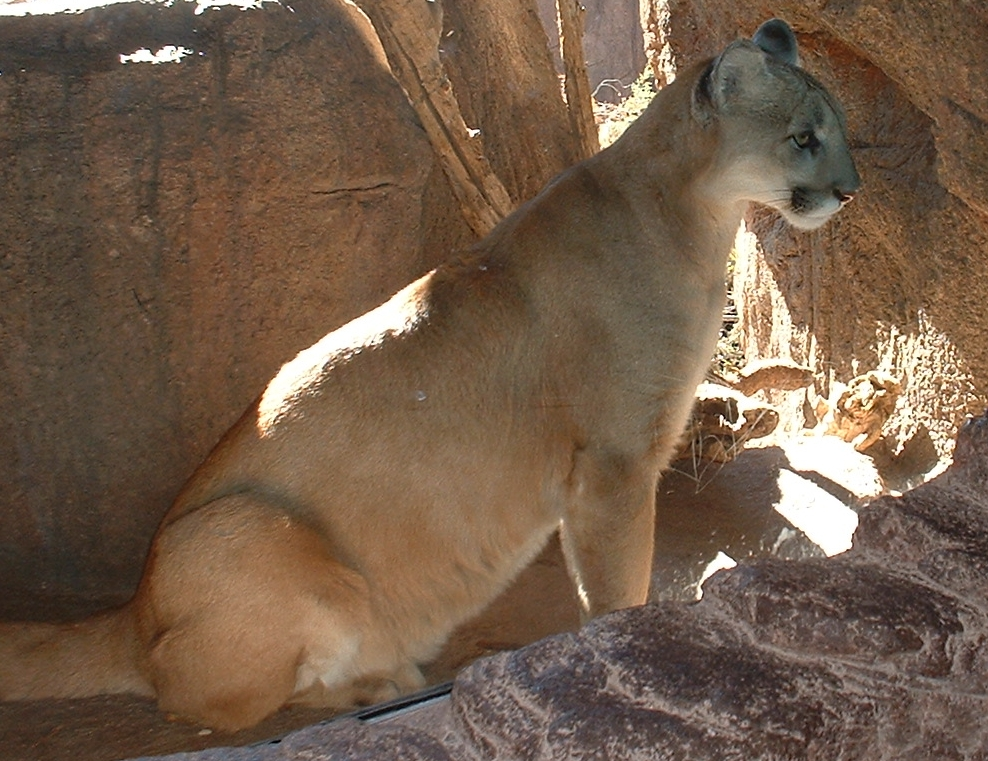
Roberto "Tapatío" Méndez eligió al Puma como mascota oficial de los equipos atléticos de la UNAM en 1942.

En 1940, empezó a trabajar como asistente del entrenador norteamericano Bernard A. Hoban de la "Horda Dorada" de la UNAM. En 1942 Hoban no pudo regresar a México debido a la Segunda Guerra Mundial, por lo que las autoridades deportivas universitarias eligieron al "Tapatío" para que se hiciera cargo del equipo de forma interina. En ese año, en una gira hecha a Estados Unidos, antes del encuentro contra Louisiana College, en su discurso de motivación equiparó a los jugadores con un animal inteligente y feroz: el Puma. A la postre, este se convertiría en el nombre oficial de la mascota de la UNAM. Bajo su dirección la Universidad consiguió su décimo título dentro de la Liga Mayor tras una campaña en que salieron invictos.
En 1943 el preparador Hoban regresó a México y se reintegró al mando de los Pumas, conservando al "Tapatío" como asistente. En 1945 la Universidad perdió el campeonato y los directivos decidieron cesar al entrenador estadounidense y darle la oportunidad a su asistente para la temporada siguiente, pero esta vez de entrenador titular. De 1946 a 1964 obtuvo ocho campeonatos, dos subcampeonatos y tres terceros lugares, muchos de ellos conseguidos sobre la base de estrategias innovadoras y casi fantásticas, que dejaban perplejos a rivales a veces francamente superiores. Bajo la dirección de Roberto "Tapatío" Méndez pasaron algunos de los mejores jugadores de la historia del fútbol americano en México, además de que obtuvo 12 clásicos sobre el Instituto Politécnico Nacional (IPN).